# Shirley Ross
Shirley Ross, nata Bernice Maude Gaunt (Omaha, 7 gennaio 1913 – Menlo Park, 9 marzo 1975), è stata un'attrice e cantante statunitense.

## Biografia
Nata in Nebraska e cresciuta in California, studiò alla Hollywood High School e poi alla UCLA. Apprese la tecnica pianistica, suonò alla radio e si esibì come cantante con la band di Gus Arnheims. Nel 1933 vinse un provino alla MGM cantando The Bad in Every Man, la canzone che, con parole cambiate, divenne famosa col titolo Blue Moon.
Dopo il debutto come comparsa in Argento vivo (1933), interpretato da Jean Harlow, per due anni ebbe una serie di ruoli secondari in film come San Francisco (1936) con Clark Gable e Jeanette MacDonald, dove canta Happy New Year, o nei musical Waikiki Wedding (1937), dove duetta con Bing Crosby cantando Blue Hawaii di Leo Robin e Ralph Rainger, e The Big Broadcast of 1938 (1938), dove interpreta con Bob Hope Thanks for the Memory, altra canzone divenuta molto famosa all'epoca.
Nel 1938 interpretò finalmente un film drammatico, Prison Farm di Louis King, e sposò l'agente teatrale Kenneth Dolan, col quale ebbe i figli John e Ross. Tornata al genere musicale al fianco di Bob Hope in Some Like It Hot (1939), recitò da protagonista anche negli ultimi suoi quattro film, concludendo nel 1945 la carriera cinematografica con il musical A Song for Miss Julie di William Rowland.
Divorziata nel 1944, si risposò nel 1955 con il funzionario di banca Eddie Blum, col quale ebbe la figlia Victoria. Morì di cancro nel 1975 a Menlo Park, in California, e fu sepolta nell'Alta Mesa Memorial Park di Palo Alto.

## Filmografia parziale
- Argento vivo (Bombshell), regia di Victor Fleming (1933)
- Le due strade (1934)
- Il figlio conteso (1935)
- San Francisco (1936)
- The Big Broadcast of 1937 (1936)
- Waikiki Wedding (1937)
- The Big Broadcast of 1938 (1938)
- Thanks for the Memory (1938)
- Prison Farm (1938)
- Some Like It Hot, regia di George Archainbaud (1939)
- Un bimbo in pericolo (1939)
- Sailors on Leave (1941)
- A Song for Miss Julie (1945)